# دست‌ساخته
دست‌ساخته آنچه بشر ساخته یا شکل داده یا از آن استفاده کرده‌است، از نوع اشیا، سازه‌ها، وسایل، بافت‌ها، آرایه‌ها، سفالینه‌ها، سلاح‌ها و آثار هنری. به هر نوع دست‌ساخته‌ای که از مواد آلی ساخته شده‌است، مانند چوب، استخوان، عاج و شاخ «دست‌ساختهٔ آلی» می‌گویند. هر شیء طبیعی که در ظاهر شبیه به ابزار ساختهٔ دست بشر باشد، «دست‌ساخته‌نما» (pseudo-artifact) نامیده می‌شود. مشخصهٔ غیرقابل‌تغییر یا متغیر مستقل یک دست‌ساختهٔ معین، شاخصهٔ دست‌ساخته (artifact attribute) نام دارد. گروهی از دست‌ساخته‌ها که در بسیاری از ویژگی‌های ذاتی اشتراک داشته‌باشند، یک گونهٔ دست‌ساخته (artifact type) را تشکیل می‌دهند.
در باستان‌شناسی، مفهوم دست‌ساخته در کنار مفاهیم بوم‌ساخته و پدیدار قرار می‌گیرد.